# Werner Arndt (Maler)

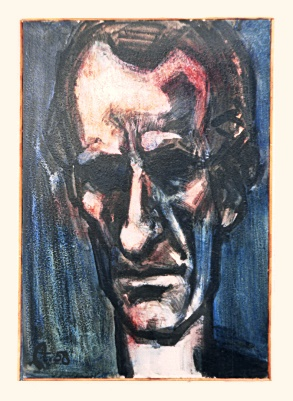
Werner Arndt: Selbstbildnis, 1958

Werner Bernhard Fritz Arndt (* 30. November 1918 in Stralsund; † 22. Januar 1990 in Limburg a. d. Lahn) war ein deutscher Maler, Grafiker, Bildhauer, Objektkünstler sowie nationaler Bogenschütze der ersten deutschen Bogensportmannschaft des DSB und eines der Gründungsmitglieder des Bogensport-Clubs Frankfurt e. V.

## Leben
Arndt legte 1937 das Abitur ab und studierte anschließend bis 1938 an der Hochschule für Lehrerbildung in Darmstadt. Im Jahr 1938 nahm er ein Studium an der Staatlichen Kunstschule in Berlin bei den Professoren Willy Jaeckel und Walter Klinkert auf. Parallel dazu studierte an der freien Akademie (Maltechnik bei Kurt Wehlte, Anatomie und Aktzeichnen bei Wilhelm Tank).
Im Jahr 1941 heiratete er die Lehrerin Anna Schuhmacher, die er während des Studiums in Darmstadt kennengelernt hatte und übersiedelte mit ihr im Jahr 1942 nach Nikolaiken in Masuren, von wo er im selben Jahr zum Militärdienst einberufen wurde. Noch 1942 erfolgte die Evakuierung der Familie nach Bad Warmbrunn in Schlesien, wo 1944 der Sohn Friedrich zur Welt kam.
Im Jahr 1945 floh Werner Arndt mit seiner Familie vor dem russischen Vormarsch in den Geburtsort seiner Frau nach Eisenbach im Taunus und wechselte im Jahr 1957 wiederum den Wohnort, diesmal nach Frankfurt am Main. 1963 wurde der Sohn Michael geboren. Ab 1973 arbeitete Arndt wieder in Eisenbach und starb im Jahr 1990.
Seine zweite Leidenschaft neben der Kunst war das Bogenschießen. Er nahm in dieser Disziplin an Weltmeisterschaften teil und trainierte zeitweise die deutsche Damenmannschaft. 1958 gründete er mit seiner Ehefrau Änne Arndt und anderen den Bogensport-Club Frankfurt e.V. als ersten reinen Bogensportclub Hessens.

## Werk
Arndt ist in wesentlichen Teilen seines Werks dem Expressionismus zuzurechnen und hat in der Objektkunst eine gänzlich eigene Formsprache gefunden.
Werner Arndt hat in seinem Leben zahlreiche Techniken und Kunstformen genutzt, um ein Œuvre zu schaffen, das auf Privatsammlungen des In- und Auslandes, sowie in Museen und staatlichem Besitz verteilt ist. Neben dem zeichnerischen Werk tritt seine Objektkunst gleichwertig in Erscheinung, insbesondere die Torsi-Skulpturen, denen er den englischen Namen Cager gegeben hatte, da diese in käfigähnlichen Behältnissen aufgestellt sind.
Arndts Plakatentwürfe (z. B. für eigene Ausstellungen) nehmen zusätzlich einen eigenen Aspekt seines Schaffens ein.
Als junger Künstler orientierte sich Arndt zunächst an Max Beckmann und am deutschen Spätexpressionismus, dem er als Norddeutscher nahestand. Darüber hinaus waren Cezanne und Leger von Arndt bewunderte Vorbilder.
Im Jahr 1979 sagte Arndt anlässlich einer Ausstellung über seine Arbeit: "Das zentrale Thema meiner gegenwärtigen Arbeit ist der Mensch, seine inneren und äußeren Zwänge, jene "innere Gefangenschaft" – wie sie sein Freund und Sammler, der Schriftsteller Ernst Herhaus nannte.
Konsequenterweise zieht sich daher die Darstellung des Menschen als Hauptmotiv durch alle Phasen von Arndts Werk, anfänglich in Form des Porträts in Stil des Spätexpressionismus, anschließend in seinen figürlichen Torsi und schließlich in den Abgüssen menschlicher Körperteile.

## Techniken
Werner Arndt war Maler, Graphiker, Aquarellist und beherrschte den Holzschnitt, die Lithografie und die Bleistiftzeichnung und schuf als Bildhauer und Objektkünstler ein Œuvre in vergleichbarem Umfang. Sein bildnerisches Werk besteht darüber hinaus auch aus Polyester-Reliefs und Material-Collagen, die ein „teilzerstörte(s) Materialkunstwerk“ ergeben. Arndt näherte sich in seiner Kunst dem Gegenstand nicht nur malend und zeichnend, auch das „Abbild eines Gegenstandes in seinen vielfältigen Möglichkeiten reizte ihn“, wenn er „mit neuen Werkstoffen, vor allem Epoxydharz“ und Glasfaser-Polyester experimentierte.
Ab etwa 1979 entwickelte Arndt „zahlreiche verschiedene Techniken“, indem er beispielsweise Abplatztechnik, Ätztechnik und Reliefierung anwandte, die „einen gemeinsamen Nenner“ haben, nämlich „die Liebe Arndts zur handwerklichen Betätigung“.

## Bewertung des Werks

### Malerei
Arndt „gehörte zu den Künstlern, die mit einem sensiblen Gespür für die innere Problematik unserer Zeit erfindungsreich nach Formen suchen, die dieser Problematik künstlerischen Ausdruck verleihen“. Hierbei gelingt es ihm „die für den Menschen so charakteristische und spannungsvolle, ja dramatische Ambivalenz von Schöpferischem und Zerstörerischem symbolhaft“ zu verdeutlichen.
Hierbei stand Arndt in der Tradition der gegenständlichen Malerei und hatte keine Neigung, sich der gegenstandsfreien-avantgardistischen Richtung zu öffnen, experimentierte aber in seiner „maritimen Phase“ mit „ungegenständlichen Kompositionen aus Fundstücken, z. B. aus Strandgut“, wobei er dennoch „ein dem Gegenstand verpflichteter Künstler“ blieb, der die Objekte in dieser Phase seines Schaffens „nicht mehr darstellte, sondern sie direkt in die Werke einbezog“.

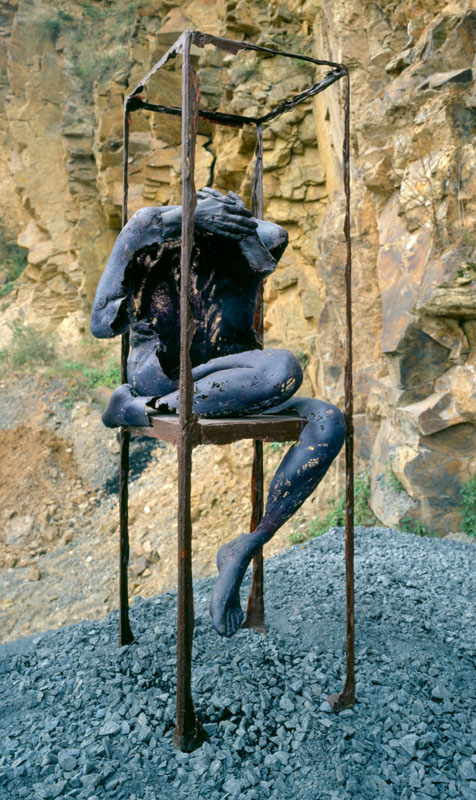
Werner Arndt: Cager sich mit Händen bedeckend, 1978

Arndts Bildern zeigen häufig sitzende oder liegende Menschen in „ungemütlichen Innenräumen“, welche „Gefängnisse der Seele, die der Mensch in sich trägt“ symbolisieren.
Auch in seiner Portraitkunst geht Arndt eigene Wege, wenn er beispielsweise den Schriftsteller und Kunstsammler Ernst Herhaus in seinem gleichnamigen Werk durch eine „Kombination von manieristischer Direktheit“ und „Auswischungen“ in einer Gebrochenheit darstellt, in welcher der Autor sich als langjähriger Alkoholiker wiederfand.

### Objektkunst, Bildhauerei
Mit seinen Cager genannten Objekten will Arndt "den Menschen im Käfig" weniger in seinem physischen "Eingesperrtsein hinter Gefängnisgittern" zeigen "als vielmehr die innere, geistige Befangenheit, die innere Gefangenschaf des modernen Menschen darstellen. Dass diese Darstellungen den Betrachter in ihrer "pessimistische(n) Grundhaltung" überwältigen ist gewünscht und findet seine Entsprechung in der Destruktion des menschlichen Körpers in der von Arndt gewählten Form des Torsos.
Diese Cager genannten Körper symbolisieren "Grundsätzliches der menschlichen Existenz", wobei "das Fragmentarische und Bruchstückhafte, die Zerrissenheit und Hohlheit, die bedrückende Enge und die Suche nach Halt (...) zu Sinnbilder unseres Lebens (werden) und "Projektionen unserer psychischen Existenz" sind.

### Selbstzeugnis
Arndt war ein Künstler, der sein Werk mit großer Konsequenz entwickelte, ohne Rücksicht auf eigene Belange vorantrieb und der andererseits sehr wohl um den existenziellen Zwang dieses Vorgehens wusste. Von dem Schriftsteller Ernst Herhaus hierzu befragt, gab Arndt an, das größte Unglück seines Lebens sei es gewesen, „Künstler geworden zu sein“, und antwortete auf die Frage der dem Werk zugrunde liegenden Haltung, er erlebe (in Bezug auf seine Cager) es als „Zwang, solche Wesen in solchen Käfigen machen zu müssen“.

## Einzelausstellungen

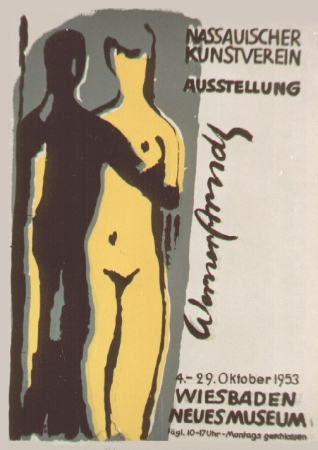
Werner Arndt: Ausstellungsplakat, Handsiebdruck, 1953

- 1953: Nassauischer Kunstverein Wiesbaden, Neues Museum Wiesbaden
- 1967: Städtisches Museum Wiesbaden, Gemäldegalerie
- 1968: Galerie Krönen, Freiburg im Breisgau
- 1969: Böttcherstraße, ((Bremen))
- 1969: Vonderau-Museum, Stadtschloß Fulda
- 1969: Galerie Sothmann, Amsterdam
- 1969: Kunstzentrum t´Venster, Rotterdam
- 1971: Galerie Maercklin, Stuttgart
- 1978: Haus am Lützowplatz, Berlin
- 1979: Bürgerhaus Florstadt, Florstadt
- 1982: Ostdeutsche Galerie, Regensburg
- 1983: Galerie Phönix, Limburg a.d. Lahn
- 1988: Oberhessisches Museum und Gail’sche Sammlungen, Gießen
- 1994: Altes Rathaus, In den Kunstsammlungen der Stadt Limburg

## Veröffentlichungen
- Katalog zur Ausstellung in der Ostdeutschen Galerie, Regensburg 1982
- Werkschau 1972–1982 (Figurale Objekte, Bilder, Handzeichnungen, Druckgraphik, Reißgraphik und Arbeitsskizzen), Verlag: Regensburg Studio Druck, 1982
- Werner Arndt. Ausstellung 25. Mai – 22. Juni 1979. Rathaus-Galerie Neukölln, Berlin, 1979
- Werner Arndt. Figurale Objekte, Verlag: Galerie Phönis Limburg, 1978

## Erwähnungen
- Rudi Otto (Herausgeber): Eisenbach, Gemeinde Selters (Taunus): 750 Jahre, 1234 - 1984. Meinerzhagen. 1984. ISBN 978-3-88913-074-7[1]
- Gemeinde Selters: Ein Leben für die Kunst, Festschrift zum 70. Geburtstag Werner Arndts. 1988[1]